# Rome (stad)
Rome (Italiaans: Roma) is de hoofdstad van Italië en het bestuurlijk centrum van de regio Lazio en de Città Metropolitana di Roma Capitale (voorheen de provincie Rome). De stad heeft ca. 2,75 miljoen inwoners (op 31 augustus 2024), het inwonertal van de metropoolregio bedraagt 4,4 miljoen. Het is de grootste stad van Italië. Door de stad, gelegen in het midwesten van het Apennijns Schiereiland, stromen de Tiber en de Aniene. Bezienswaardig zijn het Colosseum, het Forum Romanum, het Pantheon, de Sint-Pietersbasiliek, de Trevifontein en het Monument van Victor Emanuel II.
Doorheen de geschiedenis van ruim 3000 jaar ontwikkelde de stad zich tot een van de belangrijkste steden van de westerse cultuur. Rome was de hoofdstad van het Romeinse Koninkrijk, de Romeinse Republiek en het Romeinse Keizerrijk. Sinds 1871 is het de hoofdstad van Italië. In de dwergstaat Vaticaanstad, een enclave in de stad, zetelt de paus. Het historisch stadscentrum bevindt zich op de Werelderfgoedlijst van de UNESCO. Rome is oorspronkelijk gebouwd op zeven heuvels en strekt zich inmiddels uit tot aan de Tyrreense Zee.

## Geschiedenis
Over het ontstaan van Rome doen veel verhalen de ronde. Volgens de legende opgetekend door de Romeinse geschiedschrijver Titus Livius (rond 59 v.Chr. - 17 n.Chr.) in zijn geschiedenis van Rome (Latijn: Ab urbe condita; Nederlands: Vanaf de stichting van de stad) is de stad in 753 v.Chr. gesticht door Romulus en Remus. Volgens archeologen ontstond Rome in vier fases:
1. In de 10e eeuw v.Chr. kwamen er kleine nederzettingen van Latijnen op de Palatijn en op de Esquilijn, twee van de zeven heuvels van Rome.
2. In de 8e eeuw v.Chr. ontstonden er nieuwe nederzettingen op deze Palatijn, Esquilijn en op de Coelius. De twee nederzettingen op de Palatijn vormden volgens de overlevering samen een Roma Quadrata (Vierkant Rome), zodat ze militair sterker stonden. Er kwam een eerste muur rond de Palatijn. Op de noordelijke heuvel Quirinaal vestigen zich Sabijnen.
3. In de 6e eeuw v.Chr. kwamen er meer nederzettingen op de drie heuvels. De Etrusken veroverden het geheel, vestigden zich vooral op een vierde heuvel Capitolijn en verenigden de nederzettingen op de vier zuidelijke heuvels tot een stad.
4. In de laatste fase, tijdens de 4e eeuw v.Chr., breidde de stad zich uit tot het Quirinaal en de twee andere heuvels Esquilijn en Viminaal waar geen nederzettingen waren. Rome kreeg een flinke omvang, doordat de zeven nederzettingen door een muur omringd werden.

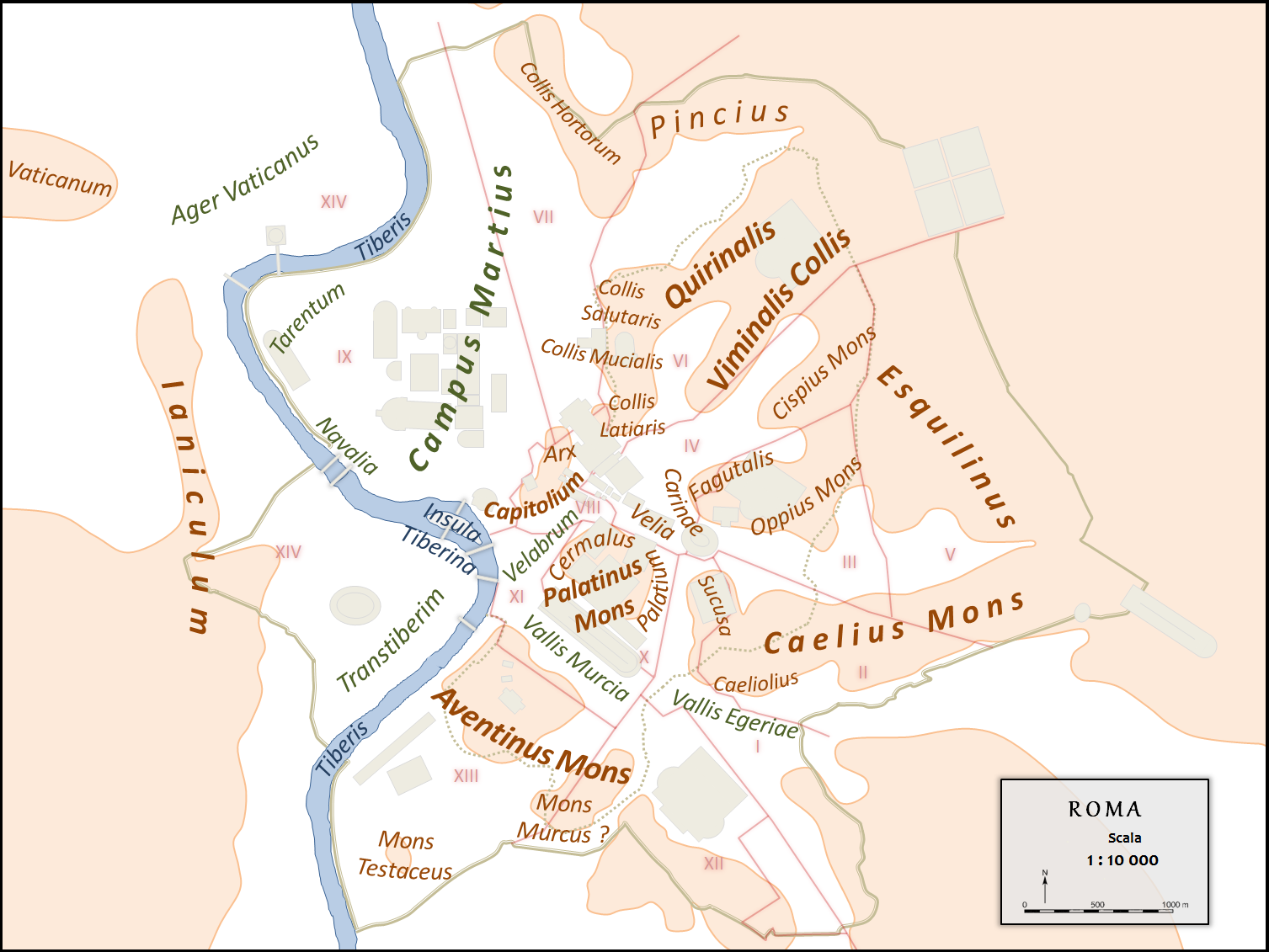
De zeven heuvels van Rome
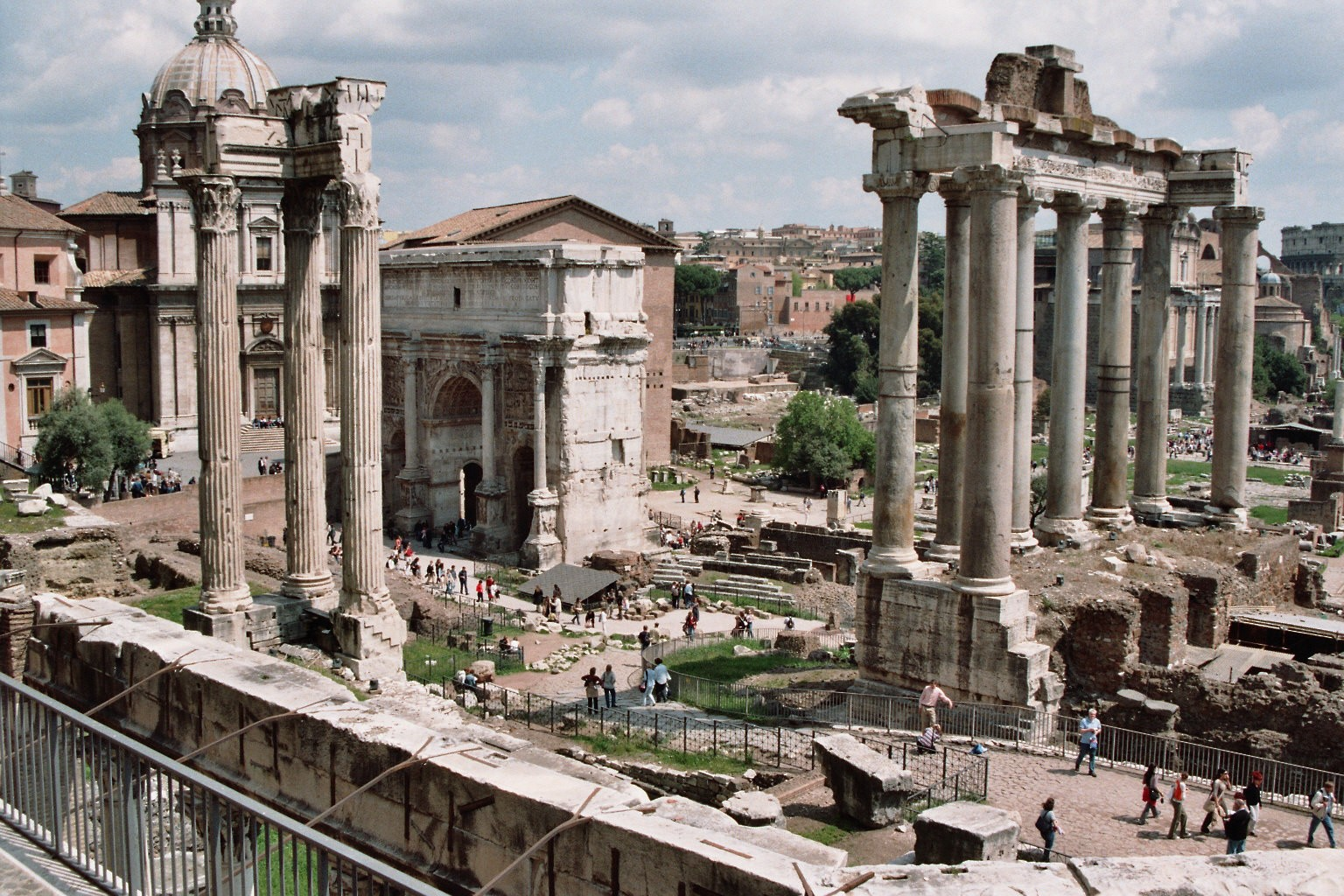
Het Forum Romanum aan de voet van de Palatijnheuvel was het hart van de oude stad Rome

Onder de Etrusken werd Rome geregeerd door koningen. Na het verjagen van de laatste koning, Lucius Tarquinius Superbus, werd Rome een republiek tot de laatste eeuw voor Christus. Daarna werd het een keizerrijk. Tijdens de Romeinse Republiek verenigde Rome het Italische schiereiland waarna het Middellandse Zeegebied werd onderworpen. Tijdens het Romeinse Keizerrijk omvatte het rijk delen van West-Europa en van het Midden-Oosten. Rome telde toen, als hoofdstad van dit enorme rijk, meer dan een miljoen inwoners. Vanaf de derde eeuw begon het verval waarna in de loop van de vierde en vijfde eeuw een definitieve splitsing in een West- en Oost-Romeinse Rijk volgde. Byzantium (bekend als Constantinopel) werd de nieuwe hoofdstad nadat de keizerlijke instellingen, de bureaucratie en de politieke en economische elite naar Constantinopel verhuisden. Rome kromp ineen tot een gemiddelde provinciestad.
Tijdens het verval en de uiteindelijke val van het West-Romeinse Rijk slonk de Romeinse bevolking sterk. Rome bleef belangrijk als pauselijke stad. Naast Rome bestuurde de paus een groot gebied om Rome heen: (de Kerkelijke Staat) in Midden-Italië. Tijdens het Westers Schisma in de veertiende eeuw verliet de Paus Rome.
Tijdens de Italiaanse eenwording van 1860 was de Pauselijke Staat, met als hoofdstad Rome, het enige deel van het Italiaanse schiereiland dat niet door het nieuwe Koninkrijk Italië werd ingenomen. De stad bleef met steun van Franse troepen en enkele duizenden Zoeaven (vrijwillige, katholieke soldaten uit heel Europa) nog tien jaar in handen van de paus. In 1870 volgde de Inname van Rome door de Italianen en migreerden velen uit het voormalige Koninkrijk Napels noordwaarts om bij de nieuwe overheid in Rome te werken of in de zich uitbreidende industrie. Hierdoor groeide de stad aanzienlijk. Het duurde tot 1929 voor de paus weer staatshoofd werd over zijn eigen grondgebied door met Benito Mussolini het Verdrag van Lateranen af te sluiten, dat Vaticaanstad oprichtte.
Kort na de Eerste Wereldoorlog was Rome getuige van de groei van het Italiaanse fascisme geleid door Benito Mussolini. In 1922 marcheerden zij naar de stad om het nieuwe Italiaanse rijk uit te roepen en tien jaar later werd een bondgenootschap met nazi-Duitsland aangegaan. In het interbellum groeide de bevolking tot meer dan één miljoen. Op 19 juli 1943 werd de wijk San Lorenzo gebombardeerd door de Anglo-Amerikaanse luchtmacht, wat resulteerde in ongeveer 3.000 doden en 11.000 gewonden, maar dankzij de culturele schatten en het Vaticaan ontsnapte Rome grotendeels aan het tragische lot dat andere Europese steden te beurt viel. Na de val van Mussolini en de door het nieuwe regime van Pietro Badoglio onderhandelde wapenstilstand met de geallieerden op 8 september 1943, bezetten de Duitsers de stad en werd Rome tot open stad verklaard. Op 4 juni 1944 werd Rome bevrijd door de Amerikaanse troepen.

## Geografie

### Ligging

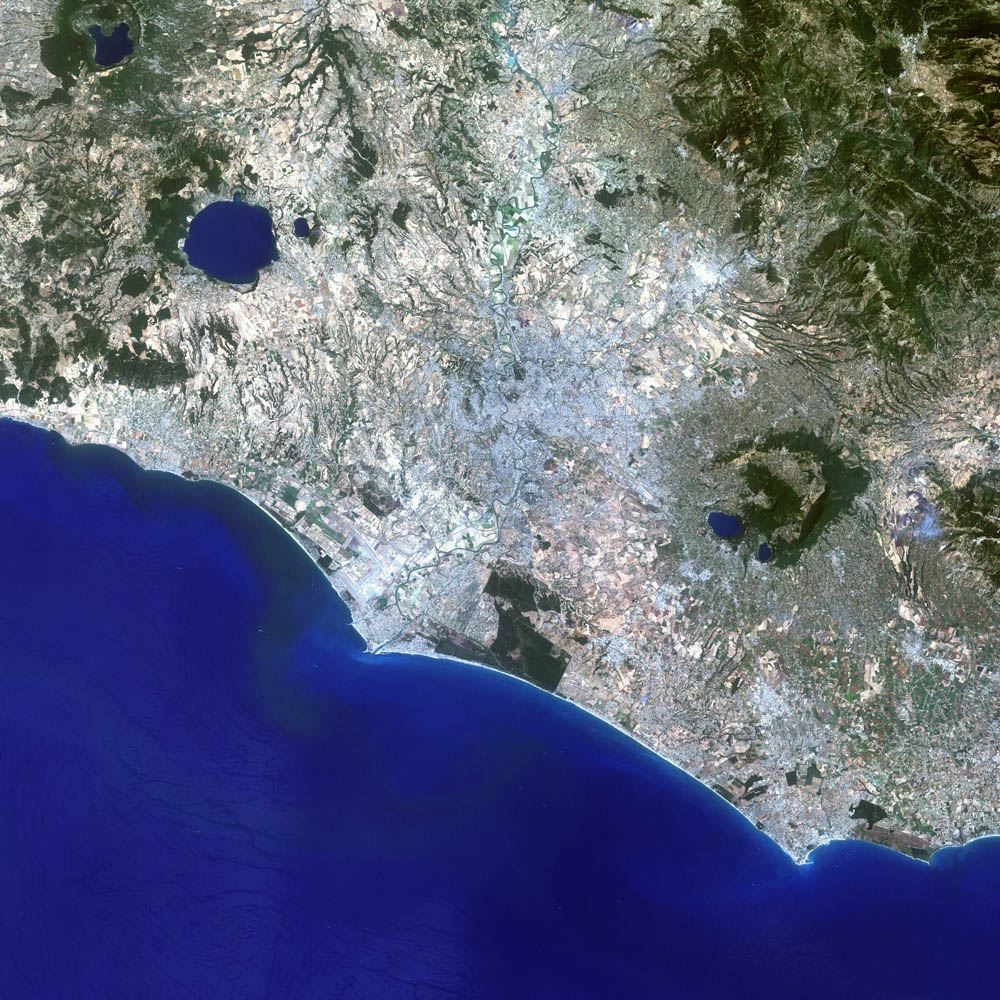
Satellietfoto van Rome

Rome bevindt zich in de regio Lazio in het midden van Italië. De stad ligt aan de oevers van de Tiber. Het centrum bevindt zich op zeven heuvels ten oosten van de Tiber: de Aventijn, de Capitolijn, de Caelius, de Esquilijn, de Palatijn, de Quirinaal en de Viminaal. De Vaticaanse heuvel, de Janiculum, de Velia en de Pincio horen niet bij dit traditionele zevental, evenmin als de hoogste heuvel van de stad, de Monte Mario, op 139 meter boven het zeeniveau. Naast de Tiber stroomt ook de rivier Aniene door de stad.
Als grens van de stad kan de Grande Raccordo Anulare beschouwd worden, de ringweg die de stad op 10 kilometer afstand van het centrum ontsluit. De gemeente Rome bestrijkt echter een oppervlakte van 1.285 km² en trekt zich uit tot de Tyrreense Zee, die meer dan 20 kilometer van het stadscentrum verwijderd is.

### Klimaat
Rome heeft een mediterraan klimaat. Een aangename temperatuur is er van april tot en met juni. In juli en augustus is het er erg warm. In de winter kan de temperatuur onder het vriespunt dalen. Sneeuw is zeldzaam.
| Maand                  | jan  | feb  | mrt  | apr  | mei  | jun  | jul  | aug  | sep  | okt  | nov  | dec  | Jaar |
| ---------------------- | ---- | ---- | ---- | ---- | ---- | ---- | ---- | ---- | ---- | ---- | ---- | ---- | ---- |
| Gemiddeld maximum (°C) | 11,6 | 13,0 | 15,0 | 18,3 | 22,7 | 26,7 | 29,8 | 29,7 | 26,3 | 21,5 | 16,4 | 13,0 | 20,3 |
| Gemiddeld minimum (°C) | 3,7  | 4,4  | 6,0  | 8,3  | 12,0 | 15,7 | 18,1 | 18,2 | 15,7 | 11,7 | 8,0  | 5,0  | 10,6 |
|                        |      |      |      |      |      |      |      |      |      |      |      |      |      |
| Neerslag (mm)          | 76   | 69   | 66   | 58   | 45   | 34   | 18   | 34   | 71   | 93   | 109  | 93   | 63,8 |
| Bron:                  |      |      |      |      |      |      |      |      |      |      |      |      |      |

### Bestuurlijke indeling
Rome bestaat uit vijftien stadsdelen of deelgemeenten (naar lokaal gebruik Municipi genoemd). Elk stadsdeel heeft de autonomie van een Italiaanse circoscrizione. Municipio I is het oude centrum en de achttien andere Municipi liggen er om. Tot 1992 waren er twintig Municipi. In 1992 werd nummer XIV de zelfstandige gemeente Fiumicino en in 2013 slonk het aantal municipi tot 15.
| Stadsdeel                | Stadsdeel | Inwoners  | Oppervlakte  | Bevolkingsdichtheid |
| ------------------------ | --------- | --------- | ------------ | ------------------- |
| Municipio Roma I         | I         | 161.647   | 20,09 km²    | 8.047,28 inw./km²   |
| Municipio Roma I         | XVII      | 161.647   | 20,09 km²    | 8.047,28 inw./km²   |
| Municipio Roma II        | II        | 163.097   | 19,66 km²    | 8.294,84 inw./km²   |
| Municipio Roma II        | III       | 163.097   | 19,66 km²    | 8.294,84 inw./km²   |
| Municipio Roma III       | IV        | 202.442   | 98,03 km²    | 2.065,15 inw./km²   |
| Municipio Roma IV        | V         | 168.039   | 47,95 km²    | 3.504,27 inw./km²   |
| Municipio Roma V         | VI        | 239.925   | 30,57 km²    | 7.848,56 inw./km²   |
| Municipio Roma V         | VII       | 239.925   | 30,57 km²    | 7.848,56 inw./km²   |
| Municipio Roma VI        | VIII      | 242.069   | 109,47 km²   | 2.211,28 inw./km²   |
| Municipio Roma VII       | IX        | 311.895   | 47,60 km²    | 6.552,69 inw./km²   |
| Municipio Roma VII       | X         | 311.895   | 47,60 km²    | 6.552,69 inw./km²   |
| Municipio Roma VIII      | XI        | 127.086   | 47,15 km²    | 2.695,47 inw./km²   |
| Municipio Roma IX        | XII       | 183.043   | 183,31 km²   | 998,55 inw./km²     |
| Municipio Roma X         | XIII      | 226.842   | 150,74 km²   | 1.504,82 inw./km²   |
| Municipio Roma XI        | XV        | 151.057   | 71,48 km²    | 2.113,24 inw./km²   |
| Municipio Roma XII       | XVI       | 138.694   | 73,07 km²    | 1.898,03 inw./km²   |
| Municipio Roma XIII      | XVIII     | 130.333   | 66,93 km²    | 1.947,28 inw./km²   |
| Municipio Roma XIV       | XIX       | 189.909   | 133,55 km²   | 1.422,04 inw./km²   |
| Municipio Roma XV        | XX        | 160.620   | 187,31 km²   | 857,53 inw./km²     |
| Totaal                   | Totaal    | 2.797.266 | 1.286,90 km² | 2.173,64 inw./km²   |
| Census: 31 December 2023 |           |           |              |                     |

| Detailkaart                |
| -------------------------- |
|                            |
| Indeling sinds 2013        |
|                            |
| Indeling van 2001 tot 2013 |

## Demografie

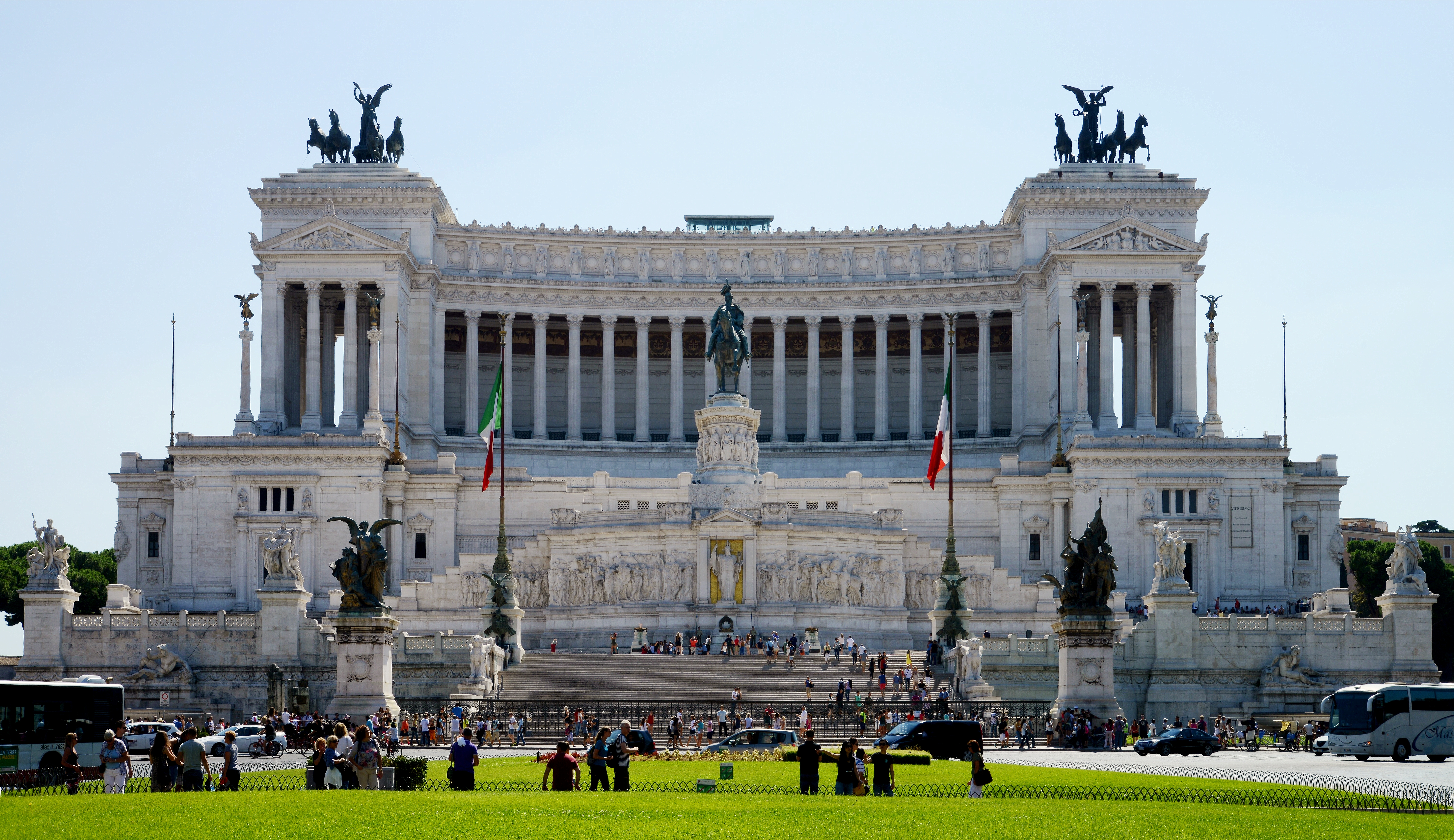
Het Monument van Victor Emanuel II

### Inwonertal
In 330 bedroeg het aantal inwoners ongeveer 1 miljoen. Na de val van het Romeinse Rijk daalde het drastisch. Na circa 1936 steeg het aantal inwoners weer boven het miljoen. Het aantal inwoners binnen de stadsgrenzen van Rome is ongeveer 2,75 miljoen. De agglomeratie Rome telt 4 miljoen inwoners. Rome en Milaan zijn daarmee de meest bevolkte steden van Italië.

### Taal
In Rome spreekt men net als in de rest van Italië Italiaans. In de Romeinse tijd was dat als in de rest van het Romeinse Rijk Latijn. Deze taal ontstond in Lazio, de regio waarin Rome ligt. Het huidige dialect van Rome is het Romanesco vol afkortingen en "vieze woorden".

## Cultuur

### Bezienswaardigheden

Het Colosseum

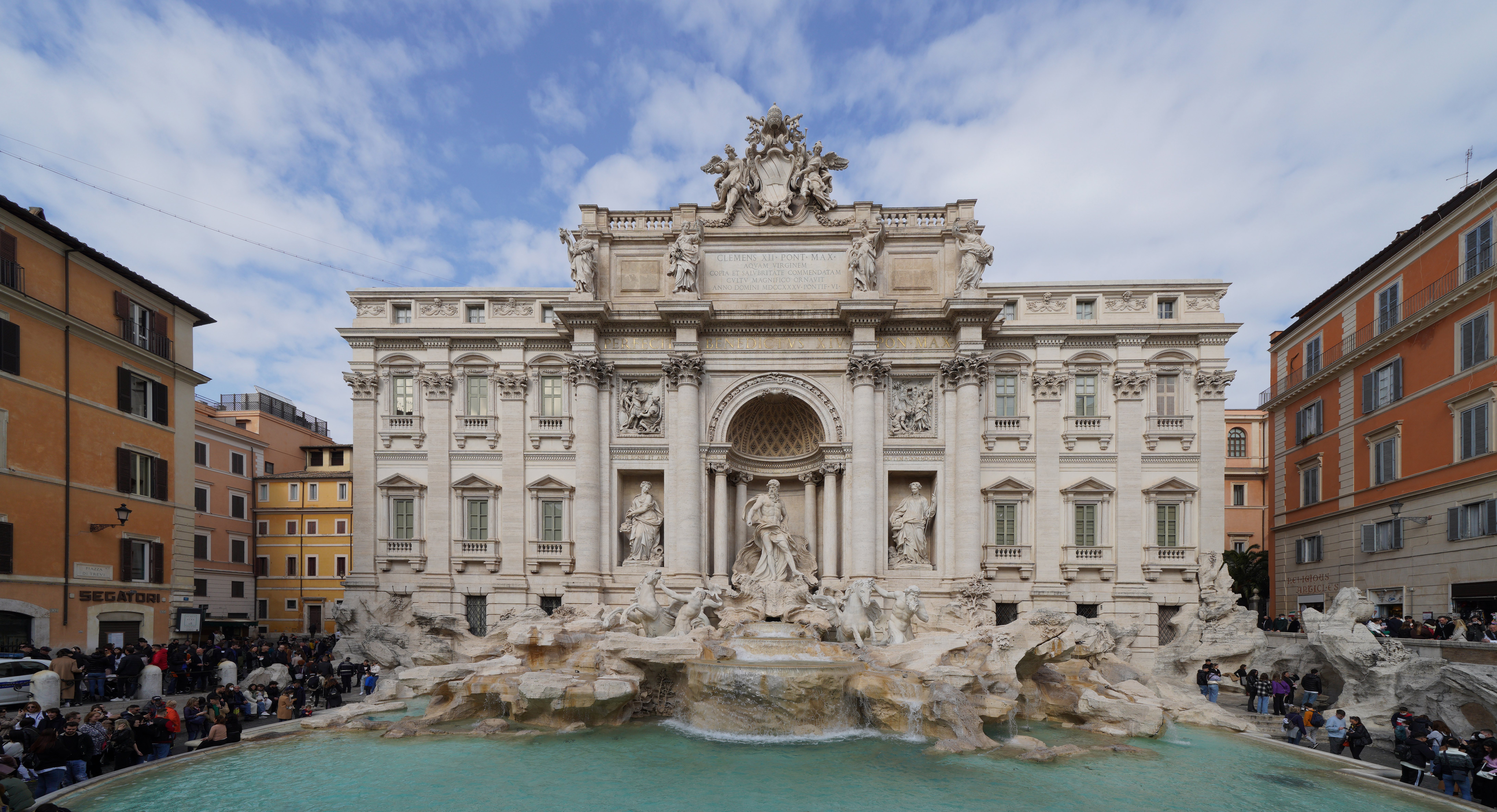
De Trevifontein

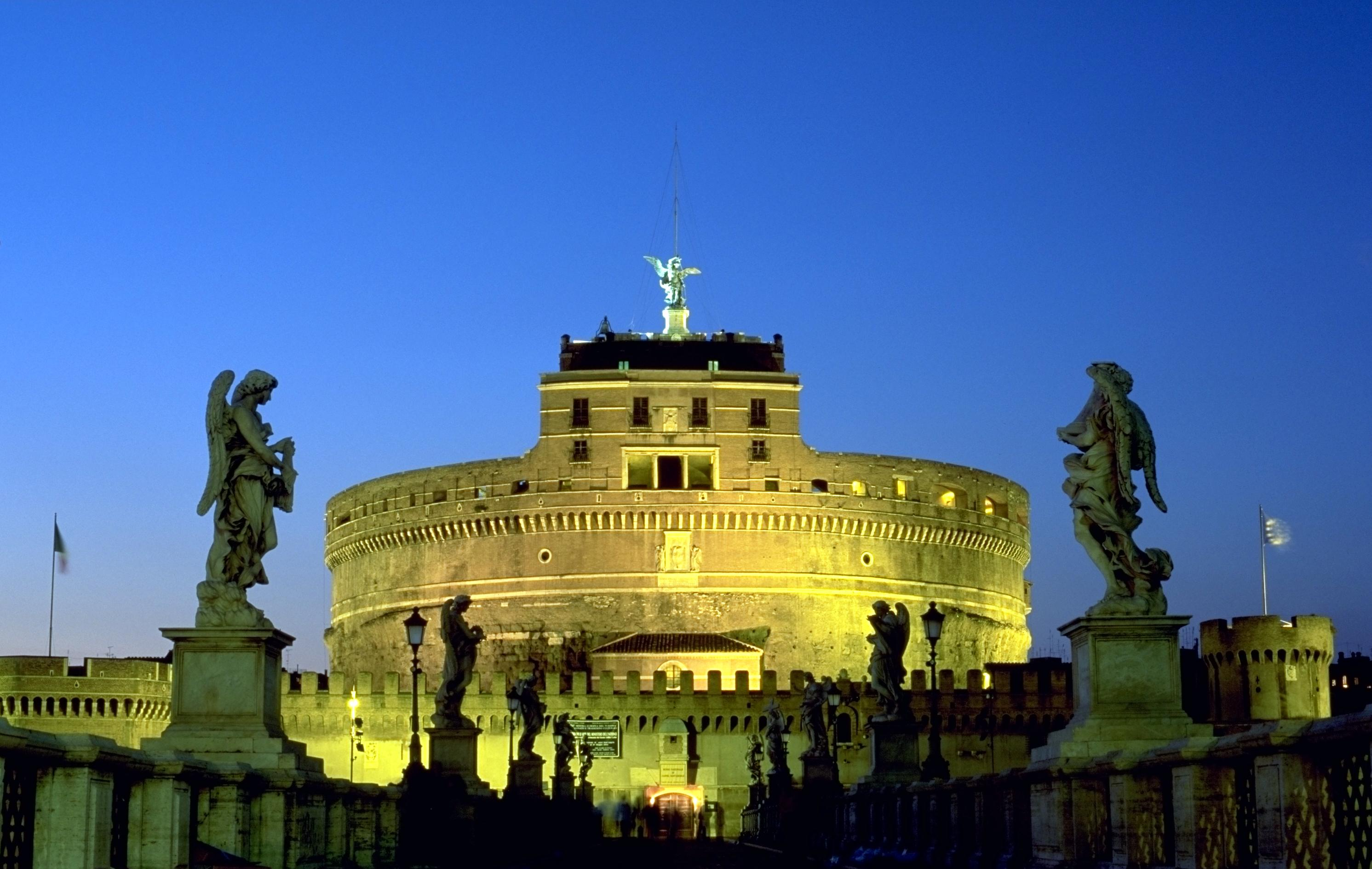
De Engelenburcht

Als oude hoofdstad van het Romeinse Rijk en centrum van de Rooms-Katholieke Kerk is Rome rijk aan bezienswaardigheden. Bekende voorbeelden van het Romeinse Rijk zijn het Colosseum, het Forum Romanum en het Pantheon. Het wereldberoemde Sint-Pietersplein en de Sint-Pietersbasiliek dateren uit de zestiende eeuw. Van latere datum is de Trevifontein, die in de 18e eeuw zijn huidige vorm kreeg en het toneel vormde van een beroemde scène uit de film La Dolce Vita van Federico Fellini.
Sinds juli 2019 zijn er strengere regels over het gedrag van bezoekers.

### Musea

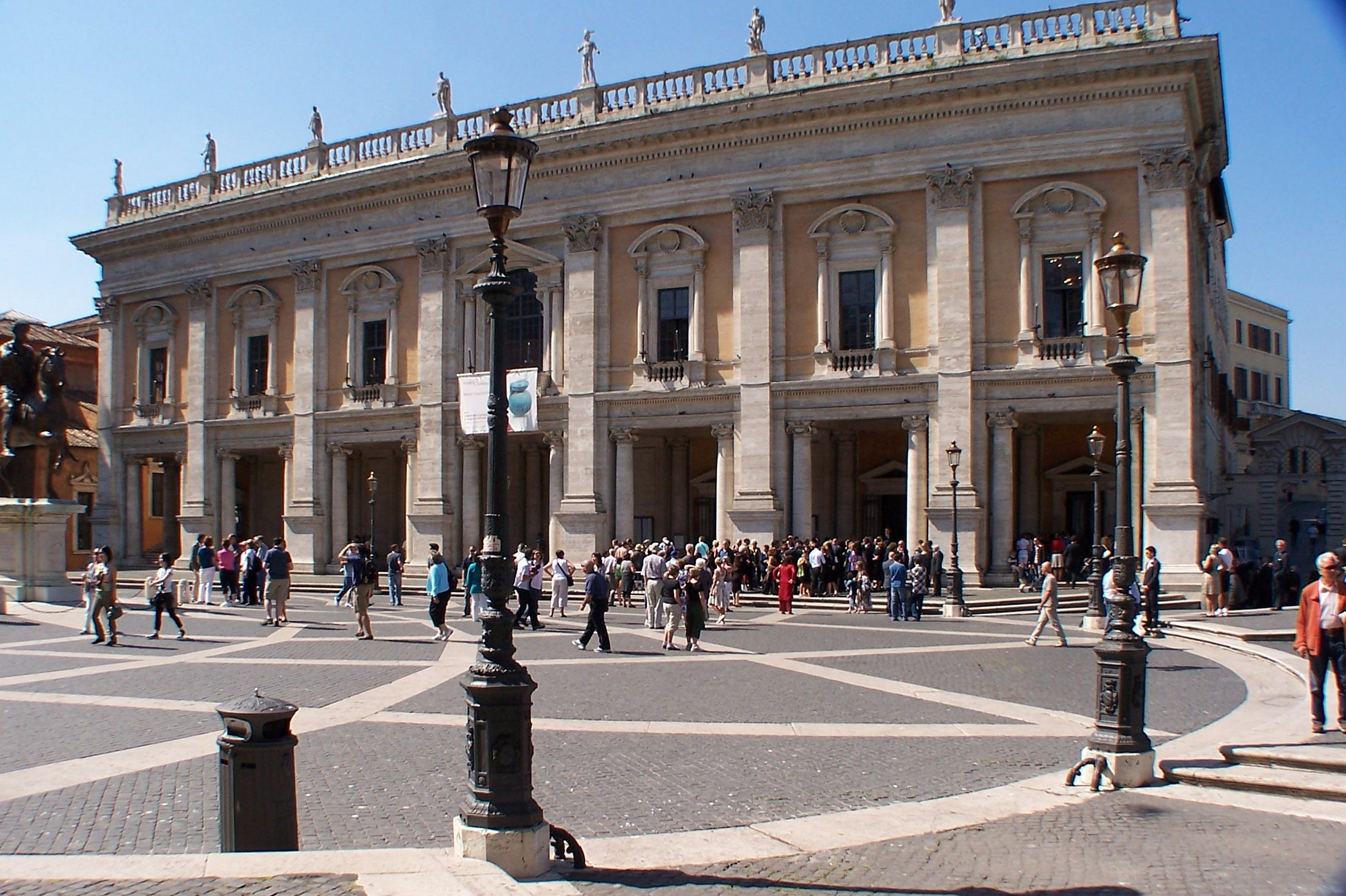
Gebouw van de Capitolijnse Musea

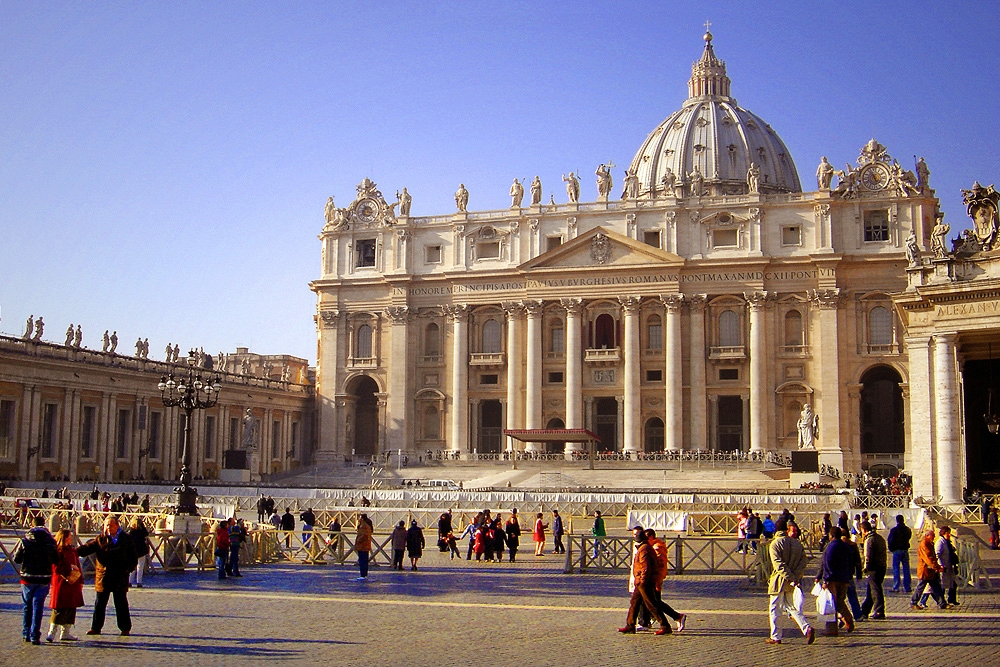
De Sint-Pietersbasiliek

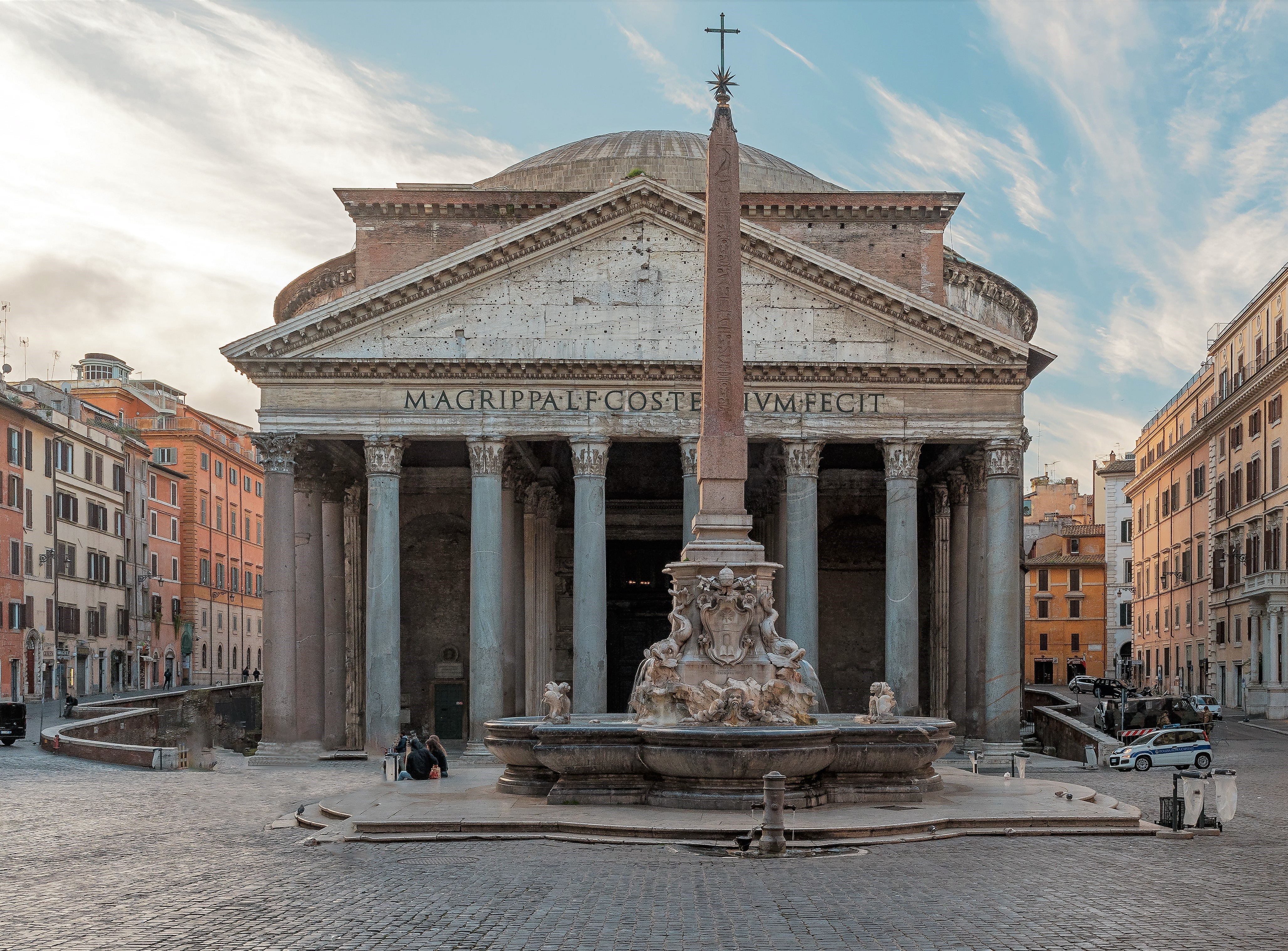
Het Pantheon

Het oudste museum van Rome is de in 1471 opgerichte Musei Capitolini, dat in aanvulling op de grotere Vaticaanse Musea de belangrijkste kunstcollecties van de stad huisvest.
De Villa Giulia, het zestiende-eeuwse landhuis van Paus Julius III, huisvest een uitgebreide collectie van Etruskische en Romeinse kunst. De Villa Borghese, het paleis van de familie Borghese, stelt de kunstcollectie van deze familie tentoon. Die bestaat vooral uit schilderijen en sculpturen.
In een door Michelangelo ontworpen klooster bevindt zich het Museo Nazionale Romano delle Terme. Hier wordt Griekse en Romeinse kunst tentoongesteld. Ook van belang zijn de galerieën in het Palazzo Doria Pamphili en het Palazzo Colonna, de Renaissancistische bronscollectie in de Palazzo Venezia en de schilderijencollectie van het Palazzo Barberini. Andere belangrijke musea zijn:
- Nationaal muziekinstrumentenmuseum
- Centrale Montemartini
- Galleria nazionale d'arte moderna e contemporanea
- Mercati di Traiano-Museo dei Fori Imperiali
- Museo Napoleonico
- Museo di Roma
- Museo di Roma in Trastevere
- Macro-Museo d'Arte Contemporaneo Roma
- Mattatoio
- Musei di Villa Torlonia
- Museo della Civiltà Romana
- Planetario e Museo Astronomico
- Museo dell'Ara Pacis
- Museo delle Mura
- Museo di scultura antica Barracco
- Museo della Repubblica Romana e della Memoria Garibaldina
- MAXXI
- Il Vittoriano
- Museo Delle Cere

### Evenementen
Rome kent diverse evenementen:
- De marathon van Rome, met minimarathon van 10 km en fun run van 4 km.
- Het onafhankelijk filmfestival van Rome
- Het Internationaal filmfestival van Rome in oktober
- Viering van de stad Rome, het May Day Festival
- Het Cornetto Free Music Festival
- Gilda on the Beach
- Koopjesmarkt La Soffitta Sotto i Portici
- Festa del San Pietro (dag van Petrus en Paulus) op 29 juni
- Internationale paardenshow (begin mei) bij Villa Borghese
- Estate Romana, een jaarlijks zomerfestival met muziek, theater en film in de open lucht in de parken Villa Ada en Villa Borghese, op het Forum Romanum en in de Thermen van Caracalla.
- Mercato Porta Portese. Iedere zondag grote rommelmarkt in Trastevere.

## Sport
In 1960 vonden de Olympische Spelen in Rome plaats.
AS Roma en SS Lazio zijn twee grote Italiaanse voetbalclubs. Roma is de club van de binnenstad, met grote aanhang in de zuidelijke en oostelijke buitenwijken. Lazio is de club van de provincie Lazio en heeft supporters in de noordelijke buitenwijken. De twee clubs delen het Stadio Olimpico. De derde club van Rome is het kleine Cisco Roma, dat inmiddels zelfs niet meer bestaat.
In het Olympisch Stadion werd gevoetbald voor het EK voetbal van 1968, 1980, 2020 (gespeeld in 2021) en WK voetbal van 1990. Behalve in 2021 werd er de finale gespeeld. Er werden diverse Europese finales in het clubvoetbal gespeeld. In het voormalige Stadio Nazionale PNF werd bij het WK voetbal van 1934 de finale gespeeld. Het Olympisch Stadion werd ook gebruikt voor de organisatie van het WK atletiek 1987.
In 1932 werden in Rome de wereldkampioenschappen wielrennen georganiseerd. De Italiaan Alfredo Binda won er de wegwedstrijd voor beroepsrenners.
Jaarlijks wordt in het voorjaar door dames en heren getennist voor het Tennistoernooi van Rome. Dit internationaal hoog aangeschreven toernooi op gravel wordt afgewerkt in het Foro Italico.

## Vertier

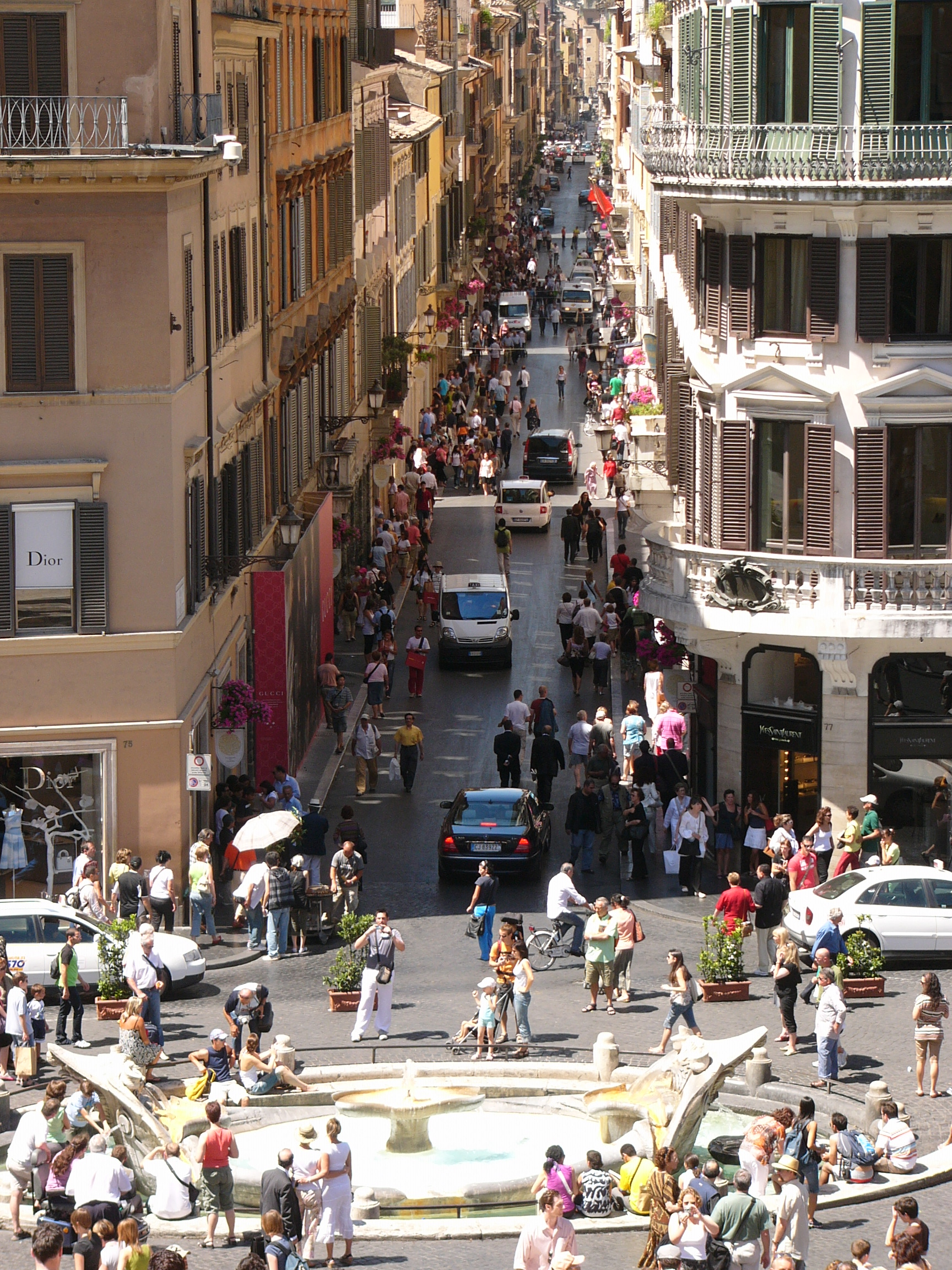
De Via Condotti vanaf de Spaanse Trappen

### Uitgaan
Rome heeft een uitgebreid uitgaansleven. Het Campo de' Fiori en de wijk Trastevere zijn hierom bekend. Cafés zoals in Nederland en België zijn er niet veel, maar typisch Italiaanse koffiebars des te meer. Opmerkelijk is dat, net als in de rest van Italië, drankjes die je staand aan de bar drinkt, goedkoper zijn dan bij een zitplaats of op het terras. Verder zijn er veel restaurants, clubs en discotheken. Er zijn meer dan honderd bioscopen, met Italiaanse en meestal in het Italiaans nagesynchroniseerde buitenlandse films.

### Winkelen
Bekende winkelstraten:
- Via Borgognona
- Via Cola di Rienzo
- Via Condotti
- Via del Corso
- Via Frattina
- Via Margutta
- Via Nazionale
- Via Veneto

Cinecittà Due Centro Commerciale aan de Via Palmiro Togliatti (metro Cinecittà) is een winkelcentrum met onder andere supermarkt, kleding en schoenen.

### Markten
- Mercato Generale, een groente- en fruitmarkt in het zuiden van Rome aan de Via Ostiense
- Ponte Milvio aan het einde van de Via Flaminia, voedingsmarkt bekend om zijn vis
- Campo de' Fiori, versmarkt
- Mercato dei Fiori
- Mercato delle Stampe
- Mercato di Piazza di San Cosimato
- Mercato Testaccio
- Porta Portese, vlooienmarkt op zondag
- Mercato di Via Sannio
- Mercato Trionfale

## Stadsbestuur

### Politiek

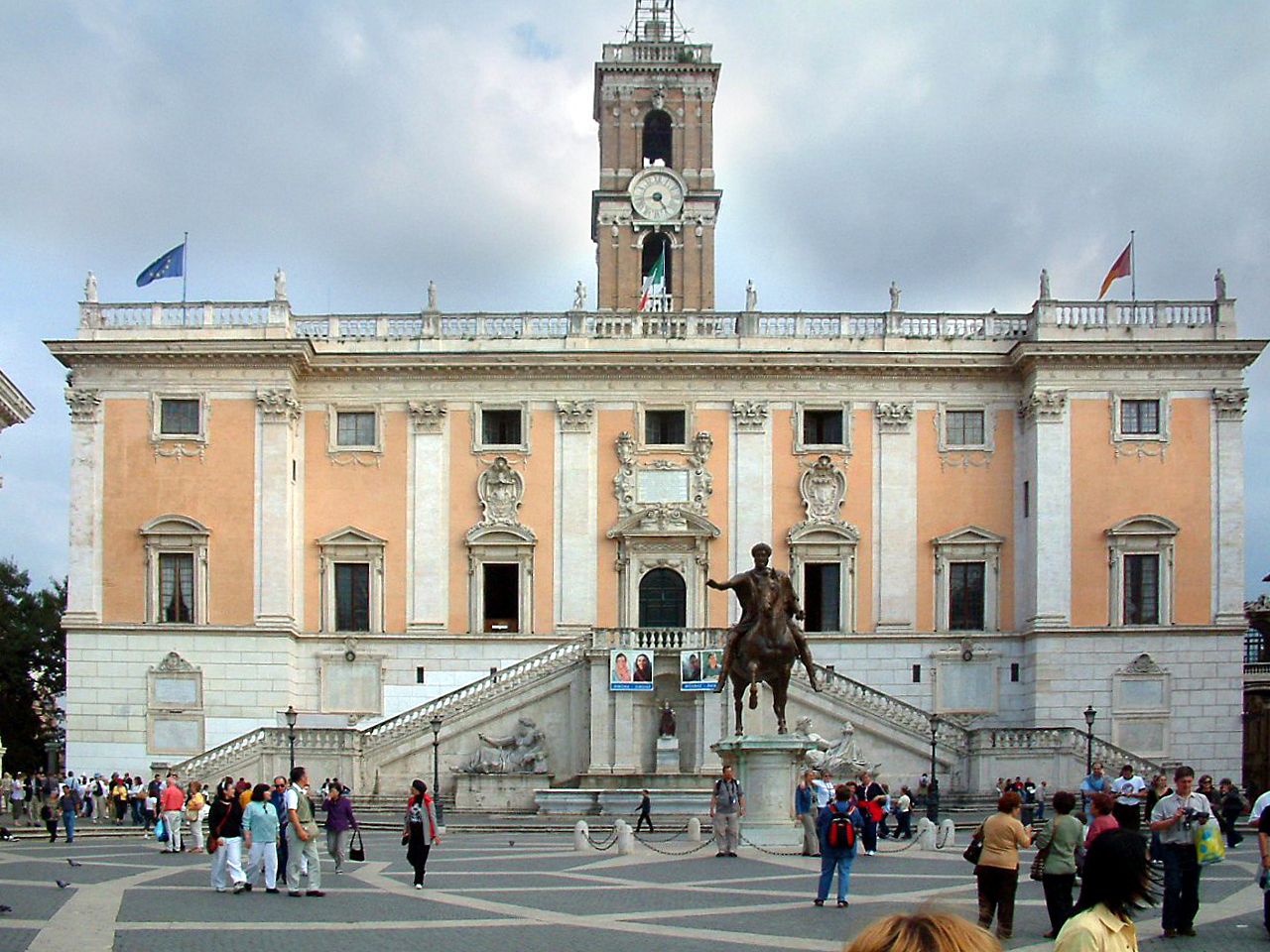
Het stadhuis van Rome op de Capitolijn

Vanaf 12 juni 2013 tot en met 30 oktober 2015 was Ignazio Marino de burgemeester van Rome. Hij is lid van de Partito Democratico en trad af nadat hij in opspraak was gekomen na het indienen van enkele tienduizenden euro's declaraties voor etentjes met zijn familie en vrienden. Hij diende eerder al eens zijn ontslag in vanwege deze kwestie, maar kwam daar enkele weken later op terug, waarop uit protest 26 van de 48 Romeinse gemeenteraadsleden aftraden. De volgende dag stapte hij definitief op. Giovanni Alemanno (Alleanza Nazionale/Popolo della Libertà) was zijn voorganger. Alemanno is voorjaar 2016 officieel in staat van beschuldiging gesteld wegens zijn aandeel in een groot corruptieschandaal. Mede hierdoor heeft de stad Rome een grote schuld opgelopen van vele miljarden euro's en staat zij onder curatele van de landelijke regering.
Rome is tussen 1946 en 1976 en van 1985 tot 1989 bestuurd door de teloorgegane partij Democrazia Cristiana (DC). Van 1976 tot 1985 leverde de Partito Comunista Italiano (PCI) de burgemeester en van 1989 tot 1993 had de teloorgegane Partito Socialista Italiano (PSI) het hoogste ambt van de stad in handen. Van 1993 tot 2001 was Francesco Rutelli (nu Partito Democratico, toen voor Verdi, I Democratici en Margherita) de burgemeester van Rome.
De huidige burgemeester van Rome is Roberto Gualtieri, lid van de Partito Democratico, die op 21 oktober 2021 in die functie Virginia Raggi is opgevolgd.

### Stedenbanden
Rome heeft (onder meer) deze partnersteden:
- Algiers (Algerije)
- Belgrado (Servië)
- Buenos Aires (Argentinië)
- Brasilia (Brazilië)
- Cincinnati (Verenigde Staten)
- Glasgow (Verenigd Koninkrijk)
- Krakau (Polen)
- New York (Verenigde Staten), sinds 1992
- Parijs (Frankrijk)
- Peking (China), sinds 1998
- Plovdiv (Bulgarije)
- Seoel (Zuid-Korea), sinds 2000
- Tokio (Japan)
- Brussel (België)

## Verkeer en vervoer

### Autoverkeer

De Romeinse hoofdwegen vanuit Rome

Rome is het centrum van een radiaal netwerk van wegen dat ruwweg de lijnen volgt van het oude Romeinse wegennet dat begon bij de Capitolijn en Rome verbond met zijn rijk. Sinds 1970 wordt Rome omcirkeld door een ringweg, de Grande Raccordo Anulare (GRA), op een afstand van ongeveer 10,5 kilometer tot het centrum. De aansluitende autosnelwegen zijn onder meer de autosnelweg A1 (Noord-Zuid, vergelijk de oude Via Tiberina en Via Salaria), A24 (naar het Oosten, Via Tiburtina), A12 (langs de kust naar het noorden, Via Aurelia) en A91 (naar vliegveld Fiumicino).

### Luchtvaart

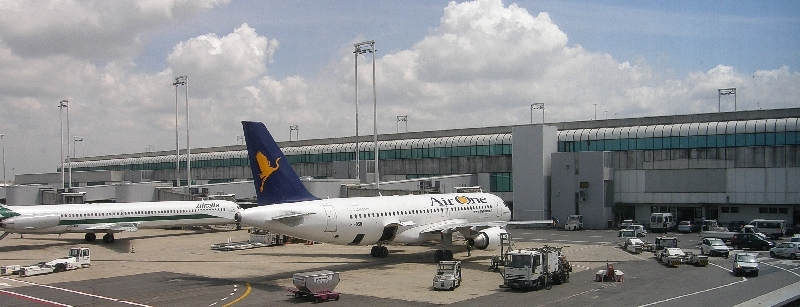
Luchthaven Rome Fiumicino is het drukste vliegveld van Italië.

De luchthaven Rome Fiumicino bij de kustplaats Fiumicino, ook Leonardo da Vinci International Airport genoemd, is de belangrijkste luchthaven van Rome en naar aantal passagiers de grootste van Italië. Rome beschikt daarnaast over een tweede internationale luchthaven: Rome Ciampino, een gecombineerde civiele en militaire luchthaven ten zuidoosten van de stad. Het is de bedoeling dat in de toekomst bij Viterbo, ten noorden van Rome, een derde vliegveld wordt gerealiseerd.

### Spoor

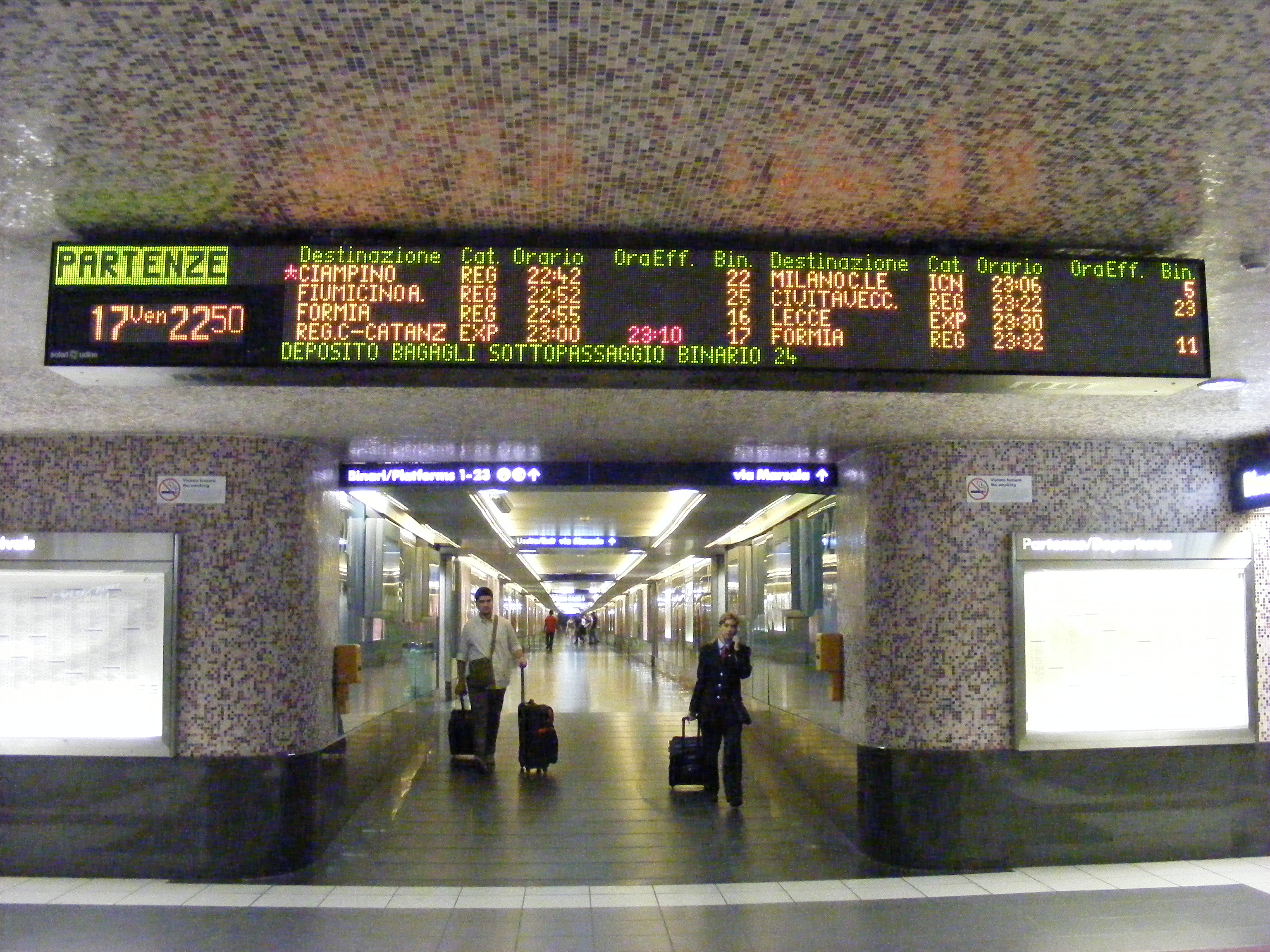
Corridor bij het station van Roma Termini

Dankzij de centrale ligging op het Italiaanse schiereiland is Rome een knooppunt voor spoorverkeer. Station Roma Termini is het belangrijkste station. De internationale treinen (met bestemmingen als Parijs) vertrekken hier. Vanuit Rome vertrekken twee hogesnelheidslijnen, een naar Napels en een naar Florence (en verder naar Milaan en Turijn). Het is tevens een knooppunt voor bus en metro. Kleinere stations zijn Roma Tiburtina, Roma Trastevere, Roma Tuscolana en Roma Ostiense. Omdat Termini een kopstation is stoppen niet alle doorgaande lange afstandtreinen in Termini maar in Tiburtina. Ook sommige voorstadslijnen stoppen niet in Termini.
Tot 2012 werd de afkorting FR gebruikt. De meeste oudere Romeinen spreken echter over de FM (Ferrovia Metropolitana). Er zijn de volgende regionale lijnen waarbij FL staat voor Ferrovia regionale del Lazio (buurtspoor van Lazio).
- FL1 Orte/Fara Sabina - Fiumicino Aeroporto (stopt niet in Termini)
- FL2 Tivoli - Roma Tiburtina
- FL3 Viterbo/Cesano - Roma Ostiense
- FL4 Albano/Frascati/Velletri - Roma Termini
- FL5 Civitavecchia - Roma Termini
- FL6 Frosinone - Roma Termini
- FL7 Latina - Roma Termini
- FL8 Nettuno - Roma Termini
- Leonardo expres: Fiumicino Aeroporto - Roma Termini: Deze rijdt non-stop en hanteert een duurder tarief. De FL1 trein is goedkoper en heeft goede aansluitingen in Ostiense en Trastevere.

Naast de staatspoorwegen zijn er nog twee normaalsporige regionale spoorlijnen, Rome (Flaminio) - Viterbo en Rome (Porta S.Paolo) - Lido geëxploiteerd door Met.Ro., de maatschappij die de metro exploiteert.

### Stads- en streekvervoer

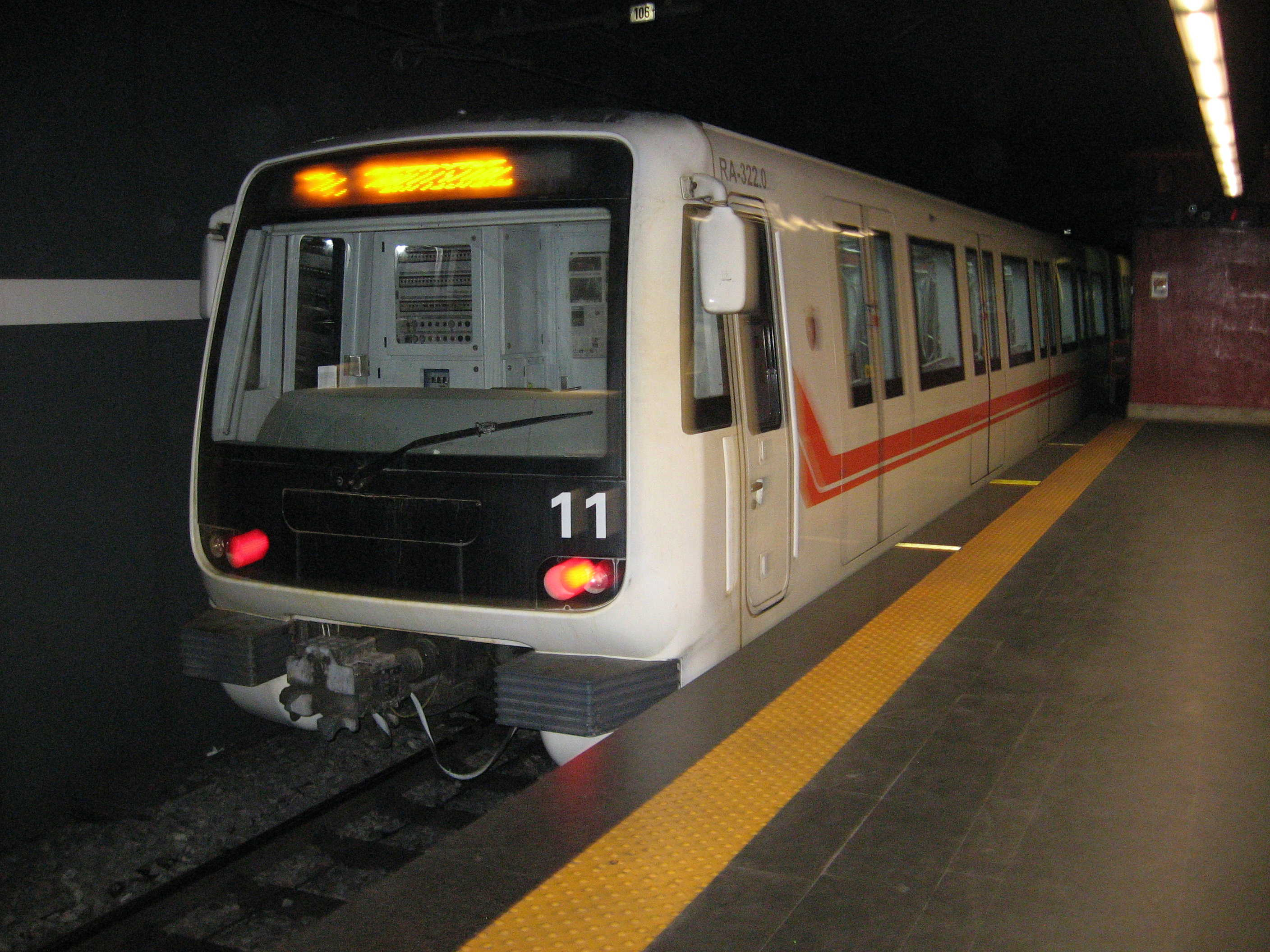
Metrorijtuig op lijn A

De metro van Rome heeft drie lijnen, lijn A, B en C. In vergelijking met andere grote steden is het metronet van Rome klein. Tot de opening van lijn C waren grote delen van het oude centrum niet bereikbaar. Inmiddels zijn 21 stations van lijn C, van Pantano naar San Giovanni, operationeel. Een vierde lijn (D) is gepland. Het probleem bij de aanleg is dat bij het graven steeds weer archeologische vondsten worden blootgelegd die het bouwen tot tientallen jaren vertragen.

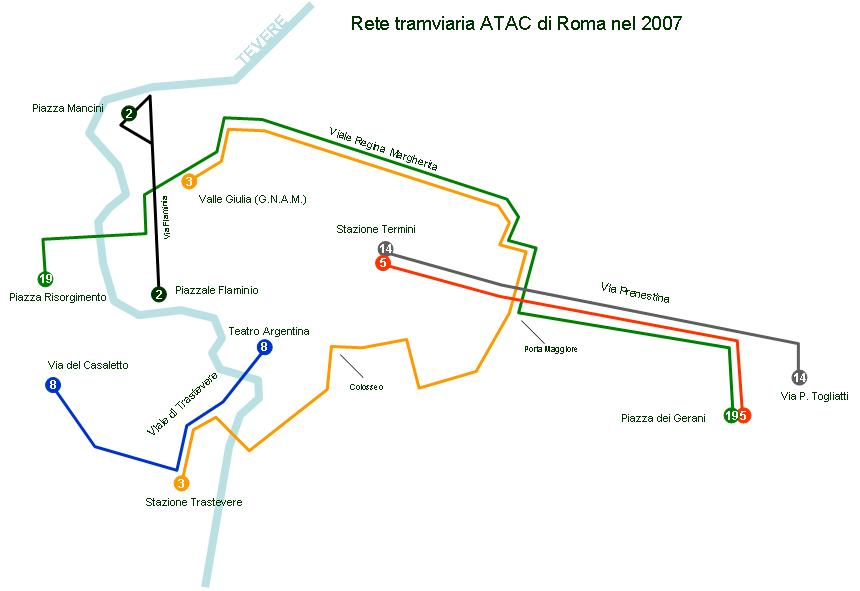
Tramnet van Rome

Rome heeft een uitgebreid busnet verzorgd door Trambus SpA, in opdracht van het gemeentelijk vervoerbedrijf ATAC. Hiermee wordt ook het oude historische centrum ontsloten, bijvoorbeeld vanaf Roma Termini. Sinds 2005 rijdt er op lijn 90 een trolleybus, voor een groot gedeelte over de Via Nomentana, die in het centrum gebruik maakt van een aggregaat.
Sinds 1877 wordt de stad bediend door een tramnet, dat bestaat uit zes lijnen met een lengte van 51 km.
Het tramnet bestaat grotendeels uit een niet gesloten ringlijn in de buitenwijken met een paar uitlopers naar het centrum en een lijn naar het Oosten. Door de verkeerslichten waarbij de tram geen voorrang had, was de rijsnelheid laag. Door de aanleg van vrije trambanen is deze situatie verbeterd. Een flink deel van de tramstellen is voorzien van airco. Lijn 8 heeft zijn eindpunt bij Piazza Venezia dat zo het centrum ontsluit.

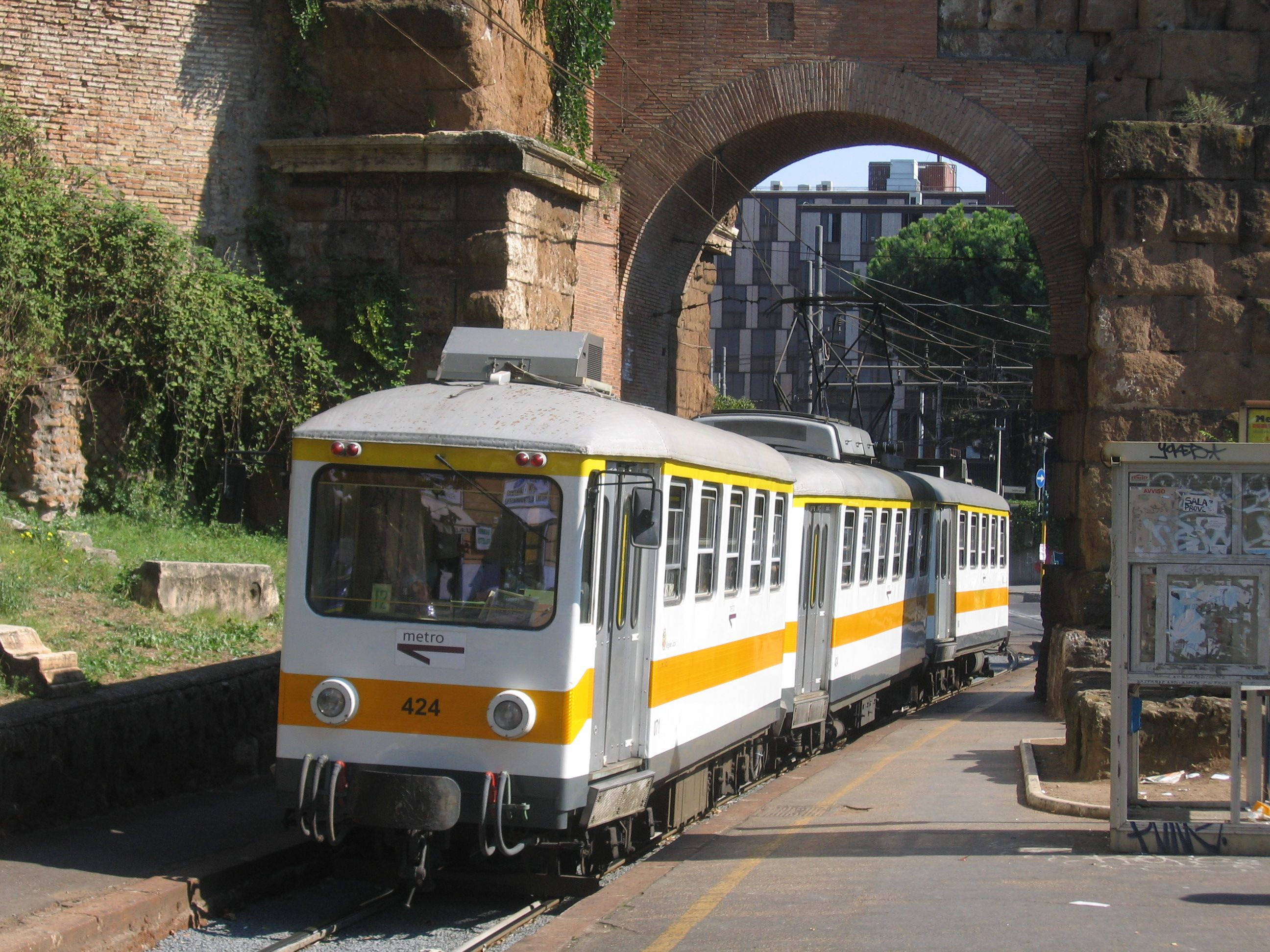
Buurtspoorweg Rome - Giardanetti bij Porta Maggiore

De vroegere trammaatschappij STEFER (Società delle Tramvie e Ferrovie Elettriche di Roma) van Rome had regionale tramlijnen die in het zuidoosten doorreden tot Velletri, Lanuvio, Frascati en andere plaatsen. Naar het Oosten reed de TFE (Tramvie e Ferrovie Economiche) naar Tivoli. De vroegere 950 mm sporige buurtspoorweg SFV (Società per le Ferrovie Vicinali) reed in de jaren 1970 tot Fiuggi. Deze lijn is ingekort tot Centocelle in Rome. Al deze spoorstreeklijnen zijn vervangen door het huidige netwerk van streekbussen van Co.Tra.L Spa (Cotral). Deze streekbussen rijden niet tot in het centrum van Rome, maar komen aan in busstations aan de rand van de stad met goede metro- en treinaansluitingen (oudere Italianen noemen deze bussen nog steeds liefkozend Pullman).

## Universiteiten
- Università degli studi di Roma "La Sapienza" gesticht in 1303. Met bijna 150.000 studenten een van de grootste universiteiten van Europa. Ook aangeduid als Roma 1
- Università degli studi di Roma Tor Vergata, Roma 2
- Università degli studi Roma Tre, Roma 3
- Pauselijke Universiteit Sint Thomas van Aquino (Angelicum), gesticht in 1580.

## Media

### Televisie
- RAI
- Sky Italia
- La7
- Mediaset Centri di Produzione TV
- Mediaset centri produzione Fiction
- Mediaset TG5 centro Palatino

### Radio
- RDS
- RDS Roma
- Radio Capital
- Radio Deejay-studio di Roma
- Radio Italia
- Radio Globo
- Radio 24-sede Roma
- Radio Rock
- Radio CNR
- Radio Radicale
- Radio Radio
- Radio Vaticana

### Kranten
- La Repubblica
- Il Messaggero
- Il Tempo
- Il Foglio
- Il Manifesto
- Liberazione

## Trivia

### De Lage Landen en Rome

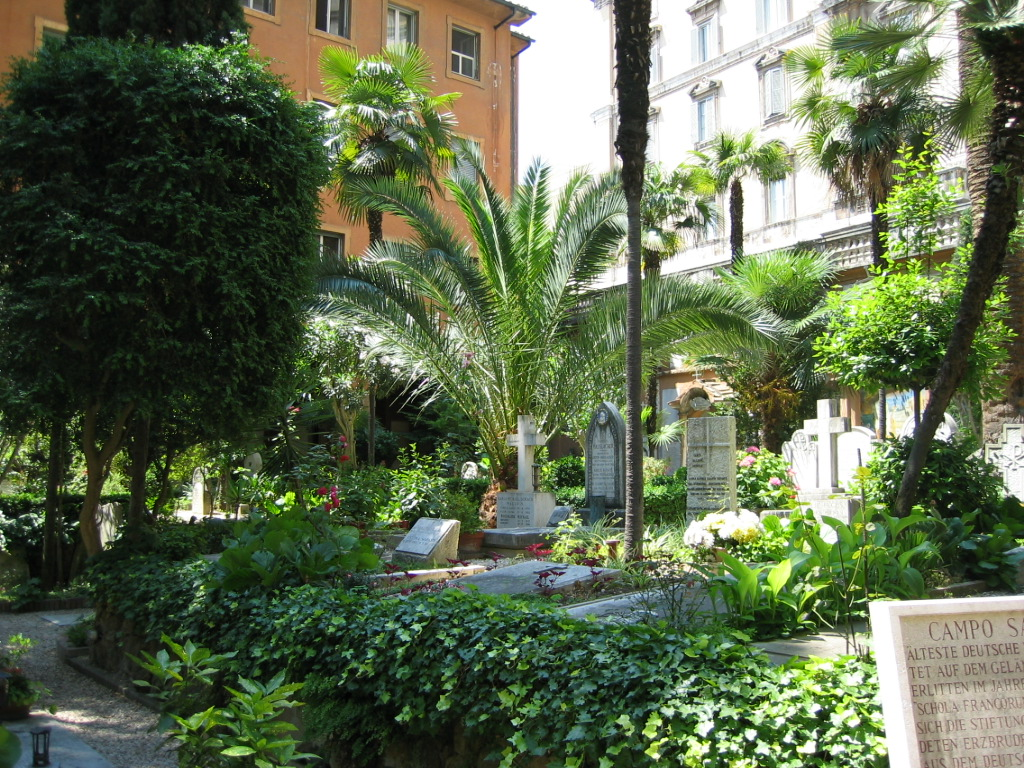
Campo Santo dei Teutonici e dei Fiamminghi

Verschillende plaatsen en instellingen in Rome herinneren aan de Nederlandse/Belgische aanwezigheid in Rome door de eeuwen heen.
- Het Campo Santo dei Teutonici e dei Fiamminghi (8ste eeuw?) is een kerkhof binnen de muren van het Vaticaan en zou opgericht zijn door Karel de Grote. Later werd het de begraafplaats voor inwoners van het Heilig Roomse Rijk. Er is nog steeds een broederschap aan verbonden, waar ook Belgen en Nederlanders lid van kunnen worden.
- De San Giuliano dei Fiamminghi (11de eeuw?) was de kerk van het graafschap Vlaanderen in Rome en is nu de nationale kerk van de Belgen.
- De Santa Maria dell'Anima (14de eeuw) was de kerk van het Heilige Roomse Rijk te Rome, vandaag de dag de nationale kerk van de Duitstaligen. Tot de 17de eeuw was de Nederlandse (in historische zin) aanwezigheid erg groot, wat nog te zien is aan talrijke grafstenen en onder andere het grafmonument voor de Nederlandse paus Adrianus VI.
- De Bentvueghels vormden een Nederlands kunstenaarsgezelschap uit de 17e eeuw, wat onder andere in de Santa Constanza bijeenkwam.
- De Fondation Lambert Darchis (1699) verleent nog steeds beurzen aan studenten uit het bisdom/provincie Luik.
- Belgisch College (1846), voor Belgische seminaristen. De latere paus Johannes Paulus II verbleef daar tijdens zijn studies te Rome.
- Nederlanders vormden het grootste percentage van de Pauselijke Zoeaven die Rome verdedigden in de belegering van Rome in 1871 tegen de Italiaanse eenwording.
- Koninklijk Nederlands Instituut Rome (1904).
- Academia Belgica (1939).
- Nederlands College (1931), voor Nederlandse seminaristen.
- De Friezenkerk, sinds 1992 de nationale katholieke kerk van de Nederlanders.

### Zegswijzen
- Alle wegen leiden naar Rome - (it)  Tutte le strade portano a Roma.
- Er zijn vele wegen die naar Rome leiden. (Er zijn meerdere manieren om iets te doen).
- Rome werd niet gebouwd in één dag - (it)  Roma non fu costruita in un giorno. (Grote veranderingen kosten nou eenmaal veel tijd).
- Hij is in Rome geweest, maar heeft de Paus gemist. (Hij heeft het belangrijkste laten schieten).
- Zo oud als de weg naar Rome. (Iets of iemand is al heel erg oud).
- (en)  When in Rome, do as the Romans do - (it)  A Roma, comportati come i Romani. (Gedraag je in Rome zoals Romeinen doen, pas je aan aan de lokale gewoonten).
- (it)  È come andare da Firenze a Roma per Milano - Het is zoals van Florence naar Rome gaan over Milaan. (Een mijl op zeven, iets met een omweg of erg omslachtig doen).
- Roomser dan de paus zijn - (fr)  Plus Romains que les Romains. (Je strenger aan de regels houden of eerlijker zijn dan de rest).
- Wie Rome heeft bezocht zonder het Pantheon te hebben gezien, komt als een ezel en keert terug als een ezel, zeggen de Romeinen.
- Vioolspelen terwijl Rome brandt. Net doen of er niets aan de hand is terwijl er iets ergs gebeurt.

### Wetenswaardig
- Een cicerone is een gids die tegen betaling bezoekers rondleidt in een stad, een museum, bij archeologische opgravingen of dergelijke, en hun daarbij toelichtingen biedt.[9]